# إزرائيل لويس فاينبيرغ
إزرائيل لويس فاينبيرغ (بالإنجليزية: Israel Lewis Feinberg)‏ هو طبيب أمريكي، ولد في 1872 في نيويورك في الولايات المتحدة، وتوفي في 13 أبريل 1941 في مانهاتن في الولايات المتحدة.